# Коукал смугастохвостий
Коука́л смугастохвостий (Centropus phasianinus) — вид зозулеподібних птахів родини зозулевих (Cuculidae). Мешкає в Австралазії.

## Опис

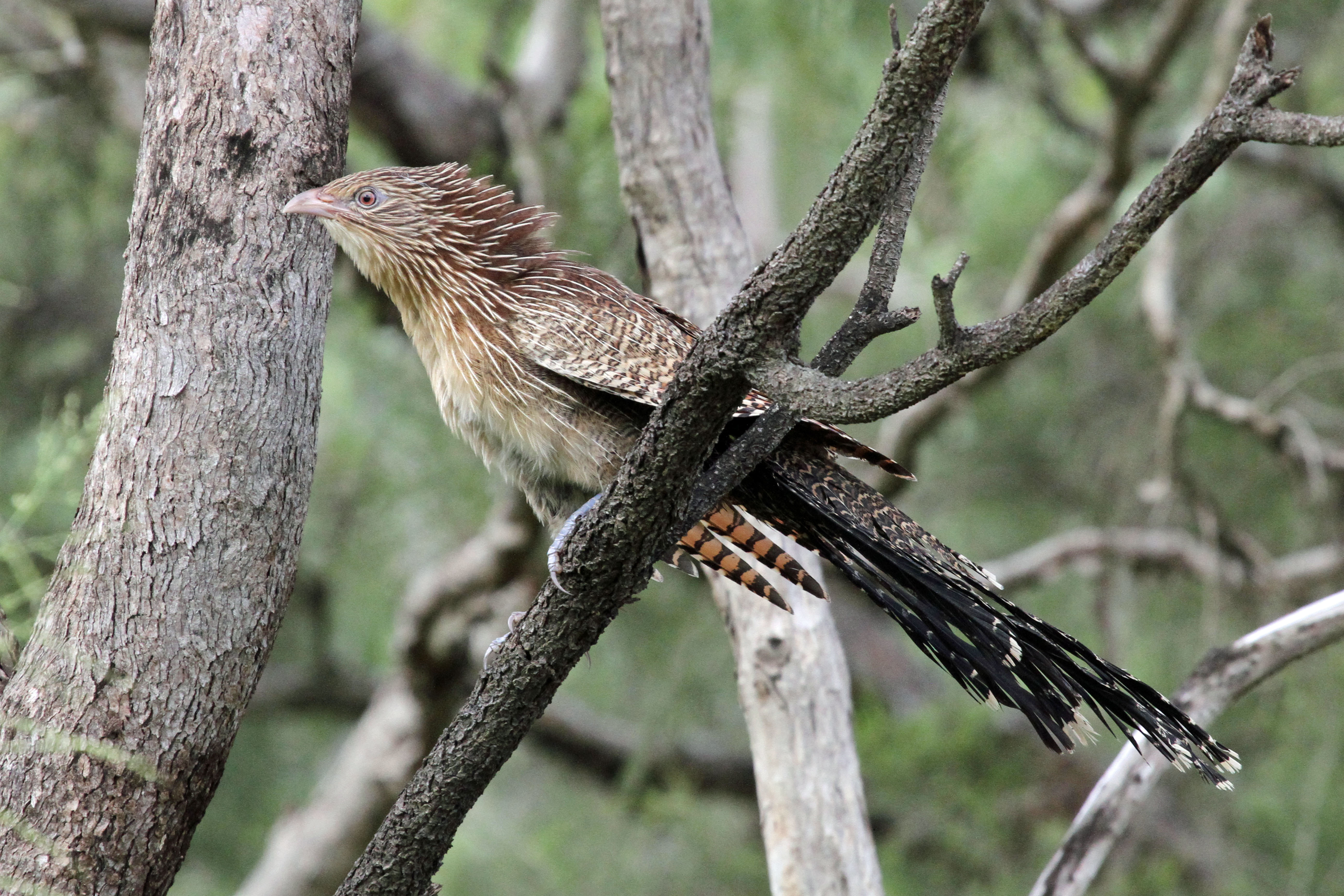
Смугастохвостий коукал (Квінсленд, Австралія)

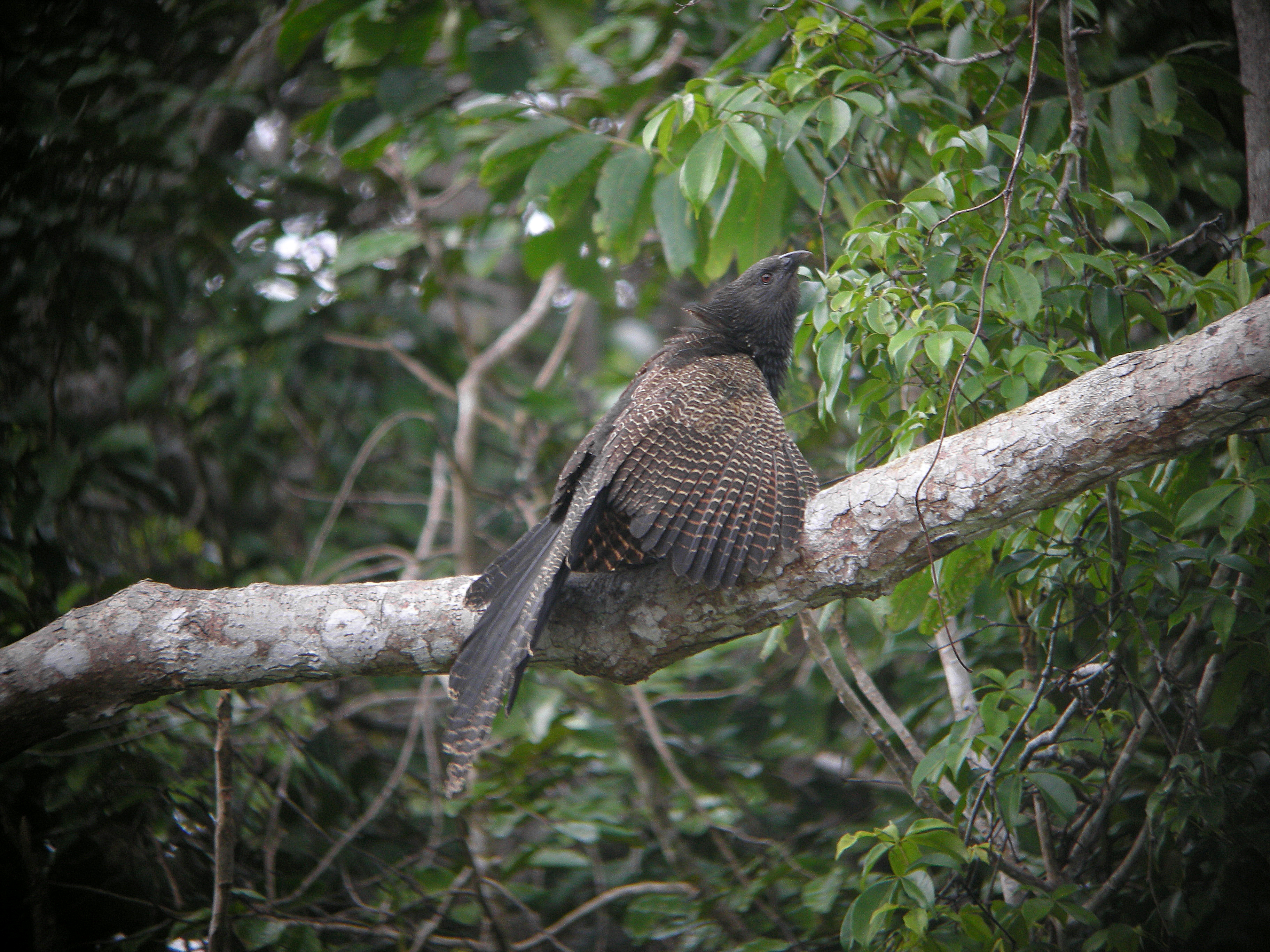
Смугастохвостий коукал (Папуа Нова Гвінея)

Довжина птаха становить 50-79 см, вразховуючи хвіст довжиною 31-36 см, розмах крил 51-56 см, самці важать 198-364 г, самиці 252-520 г. У представників номінативного підвиду під час сезону розмсноженя голова, шия, груди і живіт чорні, пера на них мають світлі стрижні. Крила строкаті, переважно каштанові, поцятковані рудими, чорними, коричневими і кремовими смужками і плямками. Хвіст чорнуватий, центральні стернові пера строкаті, поцятковані коричневими і кремовими смужками. Під час негніздового періоду голова і нижня частина тіла набувають каштанового забарвлення, світлі стрижні пер стають більш помітними. Під час сезону розмноження у самців райдужки яскраво-червоні, у самиць яскраво-червоні або оранжево-червоні. Під час негніздового періоду у самців райдужки червоні або карі, у самиць білуваті або сірувато-карі.

## Підвиди
Виділяють шість підвидів:
- C. p. mui Mason, IJ & McKean, 1984[5] — острів Тимор;
- C. p. propinquus Mayr, 1937 — північ Нової Гвінеї (від річки Мамберамо до затоки Астролябія;
- C. p. nigricans (Salvadori, 1876) — південний схід Нової Гвінеї і острови Д'Антркасто;
- C. p. thierfelderi Stresemann, 1927 — південь Нової Гвінеї (Транс-Флай), острови Торресової протоки;
- C. p. melanurus Gould, 1847 — північна і північно-західна Австралія (від півночі Західної Австралії до півострова Кейп-Йорк);
- C. p. phasianinus (Latham, 1801) — східна Австралія (від річки Бердекін на південь до північного сходу Нового Південного Уельсу).

Молуцький коукал раніше вважався підвидом смугастохвостого коукала, однак був визнаний окремим видом.

## Поширення і екологія
Смугастохвості коукали мешкають в Індонезії, Папуа Новій Гвінеї, Австралії та на Східному Тиморі. Вони живуть на луках і болотах, в рідколіссях з високотравним підліском, в саванах, в заростях на берегах річок і озер та на планціях цукрової тростини. Зустрічаються поодинці або парами, на висоті до 1800 м над рівнем моря. Живляться комахами, павуками, скропіонами, равликами, крабами, жабками, дрібними ящірками і зміями, яйцями, дрібними птахами і ссавцями, насінням. Ведуть переважно наземний спосіб життя, шукають їжу на землі, досить швидко бігають. Є найбільш активними на світанку, ввечері та після доща.
Смугастохвості коукали є моногамними птахами, утворюють тривалі пари. Вони є територіальними, пара птахів займає територію в середньому 6 га. В Австралії сезон розмноження триває з вересня по травень. Гніздо куполоподібне з бічним входом, діаметром 46 см ззовні і 20 см всередині, встелюється листям і рослинними волокнами, розміщується в густих заростях, на висоті від 0,5 до 1,6 м над землею. На Новій Гвінеї кладка зазвичай складається з 2, в Австралії з 3-4 білих, овальної форми яєць, розміром 38×29 мм. Інкубаційний період триває 15 днів, пташенята покидають гніздо через 10-15 днів після вилуплення. За сезон може вилупитися кілька виводків.